# Leopoldo d'Assia-Darmstadt
Leopoldo d'Assia-Darmstadt (1708 – Borgo San Donnino, 27 ottobre 1764) era figlio del langravio Filippo d'Assia-Darmstadt e della Principessa Maria Teresa de Croÿ (1673 - 1714), figlia di Ferdinando Francesco Giuseppe di Croÿ, Duca de Croÿ-Havré.

## Biografia
Sposò nel 1740 Enrichetta d'Este, vedova dell'ultimo dei Farnese, Antonio e con lei si trasferì a Borgo San Donnino.
Alla morte di entrambi, senza figli, i feudi del Polesine e di Borgo San Donnino, a loro concessi, furono affidati al granduca di Toscana.
Leopoldo era fratello di Teodora d'Assia (6 febbraio 1706-23 gennaio 1784), sposa di Antonio Ferrante Gonzaga duca di Guastalla, e di Giuseppe Ignazio Filippo d'Assia-Darmstadt, Principe-Vescovo di Augusta.

## Ascendenza
|                                                       |                                            |                                                         | Genitori                                                  |  |  | Nonni |  |  | Bisnonni                              |  |  | Trisnonni                             |  |
|                                                       |                                            |                                                         |                                                           |  |  |       |  |  | Georg II, langravio d'Assia-Darmstadt |  |  | Ludwig V, langravio d'Assia-Darmstadt |  |
|                                                       |                                            |                                                         |                                                           |  |  |       |  |  | Georg II, langravio d'Assia-Darmstadt |  |  | Ludwig V, langravio d'Assia-Darmstadt |  |
|                                                       |                                            | Magdalena von Brandenburg                               |                                                           |  |  |       |  |  | Georg II, langravio d'Assia-Darmstadt |  |  |                                       |  |
| Ludwig VI, langravio d'Assia-Darmstadt                |                                            |                                                         |                                                           |  |  |       |  |  | Georg II, langravio d'Assia-Darmstadt |  |  |                                       |  |
|                                                       |                                            | Sophie Eleonore von Sachsen                             | Johann Georg I, principe elettore di Sassonia             |  |  |       |  |  |                                       |  |  |                                       |  |
|                                                       |                                            | Sophie Eleonore von Sachsen                             | Johann Georg I, principe elettore di Sassonia             |  |  |       |  |  |                                       |  |  |                                       |  |
|                                                       |                                            | Sophie Eleonore von Sachsen                             | Magdalena Sibylle von Preußen                             |  |  |       |  |  |                                       |  |  |                                       |  |
| Philipp von Hessen-Darmstadt                          |                                            | Sophie Eleonore von Sachsen                             |                                                           |  |  |       |  |  |                                       |  |  |                                       |  |
|                                                       |                                            | Ernst I, duca di Sassonia-Gotha-Altenburg               | Johann III, duca di Sassonia-Weimar-Altenburg             |  |  |       |  |  |                                       |  |  |                                       |  |
|                                                       |                                            | Ernst I, duca di Sassonia-Gotha-Altenburg               | Johann III, duca di Sassonia-Weimar-Altenburg             |  |  |       |  |  |                                       |  |  |                                       |  |
|                                                       |                                            | Ernst I, duca di Sassonia-Gotha-Altenburg               | Dorothea Maria von Anhalt                                 |  |  |       |  |  |                                       |  |  |                                       |  |
| Elisabeth Dorothea von Sachsen-Gotha-Altenburg        |                                            | Ernst I, duca di Sassonia-Gotha-Altenburg               |                                                           |  |  |       |  |  |                                       |  |  |                                       |  |
|                                                       |                                            | Elisabeth Sophia von Sachsen-Altenburg                  | Johann Philipp, duca di Sassonia-Altenburg                |  |  |       |  |  |                                       |  |  |                                       |  |
|                                                       |                                            | Elisabeth Sophia von Sachsen-Altenburg                  | Johann Philipp, duca di Sassonia-Altenburg                |  |  |       |  |  |                                       |  |  |                                       |  |
|                                                       |                                            | Elisabeth Sophia von Sachsen-Altenburg                  | Elisabeth von Braunschweig-Wolfenbüttel                   |  |  |       |  |  |                                       |  |  |                                       |  |
| Leopold von Hessen-Darmstadt                          |                                            | Elisabeth Sophia von Sachsen-Altenburg                  |                                                           |  |  |       |  |  |                                       |  |  |                                       |  |
|                                                       | Philippe François de Croÿ, II duca d'Havré | Philippe II de Croÿ signore di Solre e Molembais        |                                                           |  |  |       |  |  |                                       |  |  |                                       |  |
|                                                       | Philippe François de Croÿ, II duca d'Havré | Philippe II de Croÿ signore di Solre e Molembais        |                                                           |  |  |       |  |  |                                       |  |  |                                       |  |
|                                                       | Philippe François de Croÿ, II duca d'Havré | Guillemette de Coucy-Vervins, signora di Biez e Chemery |                                                           |  |  |       |  |  |                                       |  |  |                                       |  |
| Ferdinand Joseph de Croÿ, III duca d'Havré            | Philippe François de Croÿ, II duca d'Havré |                                                         |                                                           |  |  |       |  |  |                                       |  |  |                                       |  |
|                                                       |                                            | Marie Claire de Croÿ, I duchessa d'Havré                | Charles Alexandre de Croÿ, marchese di Havré              |  |  |       |  |  |                                       |  |  |                                       |  |
|                                                       |                                            | Marie Claire de Croÿ, I duchessa d'Havré                | Charles Alexandre de Croÿ, marchese di Havré              |  |  |       |  |  |                                       |  |  |                                       |  |
|                                                       |                                            | Marie Claire de Croÿ, I duchessa d'Havré                | Yolande de Ligne                                          |  |  |       |  |  |                                       |  |  |                                       |  |
| Marie de Croÿ d'Havré                                 |                                            | Marie Claire de Croÿ, I duchessa d'Havré                |                                                           |  |  |       |  |  |                                       |  |  |                                       |  |
|                                                       |                                            | Alexandre Timoléon van Halewijn, conte di Hames         | Karel Maximiliaan van Halewijn, signore di Wailly         |  |  |       |  |  |                                       |  |  |                                       |  |
|                                                       |                                            | Alexandre Timoléon van Halewijn, conte di Hames         | Karel Maximiliaan van Halewijn, signore di Wailly         |  |  |       |  |  |                                       |  |  |                                       |  |
|                                                       |                                            | Alexandre Timoléon van Halewijn, conte di Hames         | Catherine du Gué, signora di Lully                        |  |  |       |  |  |                                       |  |  |                                       |  |
| Marie Joséphine Barbe van Halewijn, contessa di Hames |                                            | Alexandre Timoléon van Halewijn, conte di Hames         |                                                           |  |  |       |  |  |                                       |  |  |                                       |  |
|                                                       |                                            | Yolande Barbe de Bassompierre                           | Georges Afriquain de Bassompierre, marchese di Remauville |  |  |       |  |  |                                       |  |  |                                       |  |
|                                                       |                                            | Yolande Barbe de Bassompierre                           | Georges Afriquain de Bassompierre, marchese di Remauville |  |  |       |  |  |                                       |  |  |                                       |  |
|                                                       |                                            | Yolande Barbe de Bassompierre                           | Henriette de Tornielle                                    |  |  |       |  |  |                                       |  |  |                                       |  |
|                                                       |                                            | Yolande Barbe de Bassompierre                           |                                                           |  |  |       |  |  |                                       |  |  |                                       |  |

| Controllo di autorità | VIAF (EN) 10994802 · CERL cnp00844565 · GND (DE) 132009307 |